# Hannes Spiss
Pour les articles homonymes, voir Spiss.
Hannes Spiss (né en 1959) est un ancien skieur alpin autrichien.

## Coupe du Monde
- Meilleur classement final : 33e en 1980 et 1981.
- Meilleur résultat : 4e.